# ミラノ＝ヴェネツィア線
ミラノ-ヴェネツィア線 (イタリア語: Ferrovia Milano-Bologna) はイタリアの主要な路線である。ロンバルディア州ミラノのミラノ中央駅からヴェネト州ヴェネツィアのヴェネツィア・サンタ・ルチーア駅に至る。

## 概要
全長267km、全線複線であり、直流3,000Vで電化されている。イタリア鉄道では幹線に分類している。ミラノからブレシア、ヴェローナ、ヴィチェンツァ、パドヴァ、メストレを経てヴェネツィアに至る。ミラノ - トレヴィーリオ間およびパドヴァ - メストレ間は複々線化および高速化されており、一部区間はミラノ-ヴェローナ高速線も線路を共用している。2016年にはミラノ-ヴェローナ高速線がブレシアまで延伸されたほか、ブレシア - ヴェローナ - パドヴァ間にも高速新線計画もある。
地域列車はトレニタリアによって運行されている。ミラノ・ランブラーテ駅 - トレヴィーリオ駅間はミラノ近郊鉄道S5号線およびS6号線も運行されている。パドヴァ - ヴェネツィア間にも都市鉄道が存在する。長距離列車はトレニタリアが運行するユーロスター・イタリアがある。貨物列車も複数の会社により運行されている。